# Estación de Aeropuerto (Cercanías Málaga)
La estación de Aeropuerto es una estación ferroviaria subterránea situada junto al intercambiador multimodal de transportes de la Terminal 3 del Aeropuerto de Málaga-Costa del Sol. Tiene parada de trenes de la línea C-1 de Cercanías Málaga.

## Situación ferroviaria
Se encuentra en la línea férrea de ancho ibérico Málaga-Fuengirola, pk. 7,9.

## Historia
Originalmente la línea férrea en torno al aeropuerto era una vía única en superficie que cruzaba el río Guadalhorce a través de un puente. Disponía de dos apeaderos que se componían tan sólo de andenes, Aeropuerto (que disponía de dos vías para que se cruzaran los trenes que viajaban en distinto sentido) y Terminal de Carga.
El diseño de la segunda pista del aeropuerto de Málaga-Costa del Sol, en paralelo al Guadalhorce, dejaba a la línea férrea en mitad de la nueva plataforma del aeropuerto, por lo que la línea tuvo que ser soterrada. El soterramiento se realizó con tuneladora y tiene una longitud de 4 kilómetros de vía doble, aunque en sus primeras semanas de vida fue explotada en vía única, mientras terminaban los trabajos de conexión de la segunda vía. El nuevo recorrido fue inaugurado en septiembre de 2010, sustituyendo la estación de Aeropuerto a los dos apeaderos anteriores.
La estación se utiliza en la actualidad exclusivamente para los Cercanías Málaga, aunque puede recibir cualquier tipo de tren de ancho de vía 1.668 mm. Está previsto que en ella paren los trenes de alta velocidad del futuro corredor de la Costa del Sol.

## Servicios ferroviarios

### Cercanías
Forma parte de la línea C-1 de Cercanías Málaga, con trenes hacia Málaga o Fuengirola cada 20 minutos.

## Conexiones

### Autobuses urbanos e interurbanos
En la avenida del Comandante García Morato, junto a la estación, tiene parada la línea A Express de autobús de EMT Málaga. Además, también se puede acceder a la estación mediante las siguientes líneas de autobús interurbano adscritas al Consorcio de Transporte Metropolitano del Área de Málaga: Línea M-128, Benalmádena Costa-Torremolinos-Aeropuerto y línea M-135 Málaga-Santa Amalia.